# غزوه بنی‌مصطلق
بنی مُصْطَلِق طایفه‌ای از خزاعه است. نَسَب این طایفه به جَذیمه پسر سعد بن عمرو بن رَبیعه می‌رسد. غزوه بنی مصطلق یا غزوه مُرَیسیع در شعبان سال پنجم یا ششم هجری روی داد. به محمد خبر رسید که حارث بن ابی ضِرار، رئیس طایفه بنی مصطلق، قوم خود و گروه‌هایی از طوایف عرب را گرد آورده و برای جنگ با مسلمانان آماده شده‌است. او پس از آگاهی و اطمینان از درستی خبر به سوی آنان لشکر کشید. عده‌ای از منافقان نیز به دلیل نزدیکی محل جنگ و برای به دست آوردن غنایم به سپاه محمد پیوستند. کشته شدن یکی از جاسوس‌های بنی مصطلق به فرمان محمد در محل بَقْعاء، نزدیک مدینه، سبب وحشت کافران و پراکندگی عده‌ای از آنان شد. پیامبر اسلام در کنار آب مریسیع آماده جنگ شد. در این جنگ پرچمدار انصار سعد بن عُباده و پرچمدار مهاجران ابوبکر، یا عَمّار یاسر، بود. همین که جنگ به فرمان محمد درگرفت، بنی مصطلق گریختند. عده‌ای از ایشان کشته شدند و زنان و فرزندان و اموالشان به دست سپاه اسلام افتادند. پس از پایان جنگ، محمد دستور داد با اسیران به نرمی رفتار کنند. جُوَیریه، دختر حارث بن ابی ضرار که از اسیران بود، سهم ثابت بن قیس یا پسرعموی او شد. جویریه برای آزادی خویش از محمد یاری خواست. محمد نیز سهم مُکاتبه (بهای آزادی بنده) او را پرداخت و با او ازدواج کرد. پس از این ازدواج، مسلمانان اسیران بنی مصطلق را آزاد کردند. ماجرای منافقان پس از پایان این جنگ اتفاق افتاد که در آن عبداللّه بن ابی با طعنه‌های خود بین مهاجران و انصار اختلاف انداخت و محمد را به خشم آورد؛ هرچند به خاطر انکار ظاهری سخنانش عفو شد. مسلمانان نزول سوره منافقون را به همین مناسبت می‌دانند. خبر اِفک نیز در بازگشت از این سفر روی داد.